# Mitologia japonesa
La mitologia japonesa és un sistema de creences extremadament complex. El panteó xintoista recull uns 8 milions de kami, a mig camí entre déus i esperits («vuit milions» és un concepte cultural, volent dir 'moltíssims', 'innombrables'; al Japó, el nombre vuit simbolitza l'infinit). Malgrat la influència de l'antiga civilització xinesa, gran quantitat d'aquesta mitologia és pròpia. Abasta el xintoisme i tradicions budistes així com creences folklòriques de tipus agrari. A més, a diferència de la mitologia grega, nòrdica o egípcia, és molt difícil distingir el que és veritablement «mite».
Els mites japonesos generalment reconeguts avui com a principals es basen en el Kojiki i alguns llibres complementaris. El Kojiki o 'Registre de coses antigues' és el recull més antic de mites, llegendes i d'història del Japó. El Shintoshu explica orígens de divinitats japoneses des d'una perspectiva budista mentre l'Hotsuma Tsutae enregistra una versió substancialment diferent de la mitologia.
Un resultat notable de la mitologia japonesa és que explica l'origen diví de la família imperial, creença que va perdurar fins al final de la Segona Guerra Mundial.

## Mite de la creació
Els primers déus convocaren dues criatures divines a l'existència, el mascle Izanagi i la femella Izanami, i els varen encarregar la creació de la primera Terra. Per ajudar-los a fer-ho, se'ls va donar a Izanagi i Izanami una llança decorada amb joies, anomenada Amenonuhoko ('llança dels cels'). Llavors, les dues divinitats van anar al pont entre el cel i la Terra, Amenoukihashi ('pont flotant dels cels') i van agitar l'oceà amb la llança. Quan les gotes d'aigua salada van caure de la punta de la llança, van formar l'illa Onogoro ('autoformada').
Van baixar del pont dels cels i van fer la seva casa a l'illa. Desitjaven unir-se i, així, van construir un pilar anomenat Amenomihashira i al seu voltant aixecaren un palau anomenat Yahirodono (l'habitació la qual té una àrea de 8 braços). Izanagi i Izanami van girar al voltant del pilar en direccions oposades i quan es van trobar, Izanami, la divinitat femenina, va parlar primer amb una salutació. Izanagi va pensar que aquesta no era la manera apropiada, però es van unir de tota manera. Van tenir dos fills, Hiruko ('infant de l'aigua') i Awashima ('illa de bombolles'), però van ser mal fets i no es van considerar déus.
Van posar els nens en un bot i els embarcaren al mar; llavors, van demanar als altres déus una resposta sobre el que havien fet malament. Els van respondre que el déu masculí havia d'haver iniciat la conversa durant la cerimònia d'unió. Així que Izanagi i Izanami es dirigiren al voltant del pilar una vegada més, i aquesta vegada, quan es van trobar, Izanagi va parlar primer i el seu matrimoni va ser llavors reeixit.
D'aquesta unió van néixer l'ohoyashima, o les vuit grans illes de la cadena japonesa:
- Awazi
- Iyo (posteriorment Shikoku)
- Ogi
- Tsukusi (posteriorment Kyushu)
- Iki
- Tsusima
- Sado
- Yamato (posteriorment Honshu)

Nota: Hokkaidō, Chishima, i l'arxipèlag Okinawa no van ser part del Japó en els temps antics.
Van crear sis illes més i moltes divinitats. No obstant això, Izanami va morir en donar a llum l'infant Kagutsuchi ('encarnació del foc') o Ho-Masubi ('causant del foc'). Va ser enterrada al mont Hiba, a la frontera de les velles províncies d'Izumo i Hoki, prop de Yasugi, a la prefectura de Shimane. Sumit en còlera, Izanagi va matar Kagutsuchi. La seva mort també va crear dotzenes de divinitats.

## Mite de la vida i la mort
Izanagi es va lamentar de la mort d'Izanami i va emprendre un viatge a Yomi o «la tenebrosa terra dels morts». Izanagi va trobar molt poca diferència entre Yomi i el món terrenal, excepte per la foscor eterna. No obstant això, aquesta foscor sufocant va ser suficient per a provocar dolor en absència de la llum i la vida a la terra de dalt. Ràpidament cercà Izanami i la va trobar. En un principi, Izanagi no la va poder veure per complet pel fet que les ombres ocultaven la seva aparença. No obstant això, ell li va demanar que tornés amb ell. Izanami li va escopir, indicant-li a Izanagi que ja era massa tard. Ella ja havia tastat l'aliment de l'inframón i ara ja era una morta en la terra dels morts. Ella no podria tornar més a la vida.
Izanagi es va quedar impactat per aquestes notícies, però tot i així va renunciar a cedir als desitjos d'Izanami de quedar en la foscor de Yomi. Izanami va acceptar tornar al món superior, però abans li va demanar a Izanagi que li deixés temps per dormir i que no entrés al seu dormitori. Mentre que Izanami dormia, ell va prendre la pinta que sostenia el seu llarg cabell i la va encendre com una torxa. Sota la sobtada explosió de llum, ell va veure l'horrible forma de l'una vegada bella i agraciada Izanami. Ara ella era un manoll de carn en descomposició amb cucs i criatures fastigoses que li lliscaven sobre el cos destrossat.
Cridant molt fort, Izanagi no es va controlar la por i va començar a córrer, intentant tornar a la vida i abandonant la seva dona morta. Izanami es va despertar cridant indignada i el va perseguir. Les Shikomes salvatges o les dones fastigoses també van perseguir l'espantat Izanagi, guiades per Izanami per atrapar-lo. Pensant ràpidament, Izanagi va llançar el seu barret, que es va convertir en un grapat de raïms negres. Les Shikome hi van ensopegar, però van continuar la cerca. Després, Izanagi va llançar la seva pinta, que es va convertir en un grup de brots de bambú. Ara eren les criatures de Yomi qui van començar a perseguir-lo, però Izanagi orinà en un arbre, creant un gran riu que va augmentar el seu aplom. Malauradament, encara van perseguir Izanagi, forçant-lo a llançar préssecs sobre elles. Ell sabia que això no els retardaria gaire temps, però ell ja era gairebé lliure, perquè els límits de Yomi ara eren a prop.
Izanagi va arribar ràpidament a l'entrada i va empènyer un còdol rodant a la boca de la caverna, que era l'entrada a Yomi. Izanami va cridar darrere d'aquesta impenetrable barricada i li va dir a Izanagi que si ell no la deixava sortir, destruiria mil persones vives cada dia. Ell furiosament li va contestar que llavors ell en donaria vida a 1.500.
I d'aquesta manera va començar l'existència de la mort, causada per les mans de l'orgullosa Izanami, l'esposa abandonada d'Izanagi.

## Déus
- Ama-no-Uzume
- Amaterasu
- Hachiman
- Izanagi
- Izanami
- Susa-no-wo
- Kitsune
- Tsukiyomi

## Personatges i altres mites
Categoria principal: Criatures de la mitologia japonesa
| - Abumi-kuchi - Aburakago - Abura-sumashi - Akaname - Aka-shita - Ama-no-jaku | - Ama-no-zako - Byakko - Gazu Hyakki Yakō (bestiari de Toriyama Sekien) - Genbu - Houou (Au fènix) | - Inugami - Kappa - Kijo - Kitsune - Ningyo (ninot tradicional japonès) | - Nurikabe - Nue - Oni - Onryo - Ryu (Drac japonès) - Seiryu | - Shinigami - Suzaku - Tengu - Tsukumogami - Zashiki-warashi |